# Kabala, Turkiet
Kabala är en ort i Turkiet. Den ligger i distriktet Artuklu i provinsen Mardin. Orten har en övervägande arabisk befolkning med en betydande kurdisk minoritet.